# Макінтош (оповідання)
«Макінто́ш» (англ. «Mackintosh») — оповідання англійського письменника Сомерсета Моема, написане у 1920 році. Вперше надруковано в журналі «Cosmopolitan» у листопаді того ж року, пізніше перекладене іншими мовами. В цьому творі автор подає несподівано трагічну історію взаємовідносин двох англійських колоністів, що мешкають на острові Талуа.

## Сюжет
Макінтош — типовий англієць: скупий на емоції, мовчазний, педантичний, відповідальний, охайний. За порадою лікаря він змінив сирий клімат Англії на тропічну спеку архіпелагу Самоа, але тут його життя не надто схоже на рай. На острові Талуа він змушений працювати під началом єдиної білої людини — адміністратора Вокера. Цей товстун зовнішньо і внутрішньо є повною протилежністю Макінтошу. Дуже веселий, вкрай неохайний, не надто дисциплінований в роботі, а в особистому житті просто розпусний, Вокер багато років заправляє життям туземців. І ті обожнюють його за веселість, доброту, а також дивне поєднання справедливості з твердою рукою, якою Вокер карає за власним розсудом.
Хоча Макінтош в глибині серця роздратований поведінкою Вокера, але віддає належне його керівним якостям і тихо чекає, коли той піде на пенсію, звільнивши для нього місце. Втім, між адміністратором і тубільцями спалахує несподіваний конфлікт. Вокер змушує місцевих жителів побудувати дорогу задешево, однак син вождя Манума опирається, вимагаючи вищої платні. Вокер наймає інших працівників, яких Манума з односельцями змушені годувати. Через цей тягар вони погоджуються добудувати дорогу самі, але Вокер вимагає від них у покарання взагалі безкоштовної праці.
Макінтош, приймаючи Мануму у себе вдома, «забуває» револьвер на столі. Його розрахунок бездоганний — зброя зникає. Вокер збирається на вечірню прогулянку, і Макінтоша охоплює почуття провини. Він відмовляє начальника, але той впевнений у своїй безпеці. Під час поїздки пострілом Вокера тяжко ранять. Адміністратора приносять додому, а револьвер знов опиняється у шухляді. Здається, приховану мету Макінтоша і Мануми досягнуто, однак біля смертного одра Вокера збираються тубільці. Адміністратор, усвідомлюючи, що на нього здійснено замах, прощає самоанців і ця сцена милосердя глибоко зворушує Макінтоша. Вокер помирає. Макінтош накладає на себе руки.

## Аналіз твору
В автобіографічному романі «Підбиваючи підсумки» Моем зазначав, що свої художні твори писав на основі реальних подій, які вміло переплітав з власною уявою, так що читачам неможливо було дізнатись, що саме в них є вигадкою. Написанню цього оповідання передувала його мандрівка Полінезією, до якої письменник вдався в тому числі і щоб поправити слабке здоров'я. За цією деталлю не важко вгадати, що під іменем Макінтоша автор відобразив себе самого.
Будучи дуже самокритичним, він не ідеалізував характер свого персонажа, а навпаки, показав його неприємно сухим педантом. Як згадував Моем, знайомі і літературні критики часто закидали йому цинізм, егоїзм і надмірну мовчазність (причиною якої насправді могли бути заїкання і сором'язливість). Показово, що в «Макінтоші» головний герой накладає на себе руки, а не гине якимось інакшим способом — це ще одна підказка читачеві, що під іменем Макінтоша автор «вбиває себе самого» (між іншим, Моем схвально відгукувався про самогубство, не вважаючи його слабкістю). З двох загиблих бридкий Вокер приймає смерть насильницьку, яка в світлі його прощення видається майже мученицькою, а правильний Макінтош навіть не залишає за собою пам'яті (його тіло з'їдають акули). В такий спосіб письменник висловив симпатію на користь героя, який спочатку здавався негативним, показуючи, що сутнісна любов важливіша за зовнішню порядність.